# Archibald Edward Nye
Sir Archibald Edward Nye GCSI, GCMG, GCIE, KCB, KBE, MC, britanski general, * 23. april 1895, Dublin, † 13. december 1967, London.
V svoji karieri je bil:
- podnačelnik Imperialnega generalštaba (1941-45),
- guverner Madrasa (1946-47),
- visoki komisar Združenega kraljestva v Indiji (1948-52) in
- visoki komisar Združenega kraljestva v Kanadi (1952-56).